# Anne-Marie Tensi
Anne-Marie Tensi née le 13 juillet 1942 dans le 9ème arrondissement de Paris et morte le 20 août 1994 en Italie, est une productrice de cinéma et réalisatrice française. 
Elle a notamment inspiré le personnage principal du film Un couteau dans le cœur de Yann Gonzalez.

## Biographie
Son association avec la réalisatrice et monteuse Loïs Koenigswerther a contribué à l'âge d'or du cinéma pornographique français avec des productions comme Maléfices Pornos et Nelly, pile ou face.
Elle réalisa de nombreux films sous le pseudonyme de Job Blough comme Les Grandes salopes.
Dans les années 1970, Anne-Marie Tensi possédait quelques salles à Paris dont La Marotte et le TCB42 ainsi que sa propre société de production, AMT Productions,.
Sous le pseudonyme d'Anthony Smalto, elle a réalisé aussi quelques films pornographiques gays (Carnet rose d'un homosexuel, 1977).
Une septicémie et un diabète lui a provoqué l'amputation d'une de ses jambes. Sur la centaine de films qu'elle a réalisés ou produits, la plupart ont disparu, des films homos qu'elle a produits ou réalisés, il en resterait seulement une dizaine.

## Représentation au cinéma
Vanessa Paradis incarne Anne Marie Tensi dans le film de Un couteau dans le coeur de Yann Gonzalez,.